# Société générale d'entreprises de matériel et de travaux
La Société générale d'entreprises de matériel et de travaux (SOMATRA-GET) est une entreprise tunisienne créée en 1971 et intervenant dans différents secteurs de la construction sur toute l’étendue du territoire national.
Elle construit des bâtiments, comme la mosquée Mâlik ibn Anas et la Cité des sciences, des grands ouvrages, des infrastructures de transport et des infrastructures énergétiques.